# لی بینگ (بازیکن هندبال)
لی بینگ (انگلیسی: Li Bing؛ زادهٔ ۲۱ ژانویهٔ ۱۹۸۰) بازیکن زن هندبال اهل چین بود. وی در بازی‌های المپیک تابستانی ۲۰۰۴ و ۲۰۰۸ شرکت کرده‌است.